# The One (chanson de Shakira)
Pour les articles homonymes, voir The One.
Singles de Shakira
Objection (Tango)
(2002) Te Dejo Madrid
(2002)
Pistes de Laundry Service
Rules
(4) Ready for the Good Times
(6)
The One est une chanson enregistrée, composée, écrite et produite par la chanteuse colombienne Shakira pour son premier album studio en anglais, Laundry Service. La chanson est diffusée comme quatrième single de l'album en 2002 dans de nombreux pays européens, mais pas aux États-Unis. The One a été utilisée comme le compte à rebours de l'émission américaine Total Request Live, où elle a atteint la troisième place[Quoi ?]. Dans les autres pays, la chanson a eu un succès modeste.

## Contexte
The One a été écrite par Shakira et composée par Shakira et Glen Ballard. Cette chanson parle de l'amour que porte Shakira à son compagnon, ainsi que de sa gratitude pour l'amour qui lui a donné et ce qu'il lui a apporté. Bien que la chanson elle-même était une chanson très populaire, et que beaucoup de gens ont été touchés par son message, la chanson n'a pas rencontré un grand succès dans les classements. Elle n'a jamais joué ce morceau sur les plateaux de télévision seulement lors de sa tournée mondiale le Tour Of The Mongoose de 2002 à 2003, lorsque le single a été publié.
La première version diffusée en radio était en réalité le remix Glen's Radio Mix, dont l'intro est complètement différente des arrangements de celle de la version studio.

## Classements et réception du public
Alors que les classements du précédent single "Objection (Tango)" ne se portaient pas très bien, atteignant seulement la 55e place du U.S Billboard Hot 100 américain, Epic Records a annulé la sortie du titre aux États-Unis. Cependant il est sorti dans la plupart des pays d'Europe et en Australie. La chanson a réalisé un score plutôt correct dans les pays Européens, comme en France où il a atteint la quinzième place des classements. En Australie, il a atteint la sixième position des classements.

## Clip vidéo
Le clip de « The One » a été réalisé par Ramiro Agulla et tourné en mai 2002. Sa première diffusion a eu lieu en janvier 2003. Dans ce clip, Shakira se promène dans une ville, vêtue d'une veste rouge, où elle voit tous ces gens et leurs amoureux s'embrasser, alors qu'elle est seule. Elle marche donc sous la pluie, espérant trouver l'amour qui l'aimera pour toujours. Tandis qu'elle marche sous la pluie, elle aperçoit un couple de personnes âgées, une mère avec son enfant, un policier attaquant un homme sous le regard d'une vieille femme qui a besoin d'aide. Il mime « C'est toi qu'il me faut », alors qu'elle est seule. Le clip se termine sur elle, trempée par la pluie, chantant, le visage tourné vers le ciel.
| Charte           | Meilleure position |
| ---------------- | ------------------ |
| Australie        | 16                 |
| Autriche         | 21                 |
| Belgique         | 21                 |
| Pays-Bas         | 31                 |
| France           | 15                 |
| Allemagne        | 39                 |
| Italie           | 20                 |
| Nouvelle-Zélande | 39                 |
| Suisse           | 17                 |

## Singles et promos

### Singles
| - Europe CD Single (EPC 673387 1) 1. The One - Glen's Mix 3:43 2. Objection (Tango) (Afro-Punk Version) - Pays-Bas CD Single (EPC 673387 5) 1. The One - Glen's Mix 3:47 2. Objection (Tango) - Afro-Punk Version 3:55 3. Objection - The Freelance Hellraiser's Mash-up Of The Mongoose 3:37 4. The One - Video 3:40 | - Ojos Así/The One Pays-Bas CD Single (EPC 673763 1) 1. Ojos Así (Single Version) 3:57 2. The One 3:42 |

### Maxi Singles
| - Ojos Así/The One Autriche CD Maxi (EPC 673763 2) 1. Ojos Así (Single Version) 3:57 2. The One 3:42 3. Ojos Así - Thunder Mix 3:42 4. Ojos Así - Mirage Mix 5:34 5. The One - Video 3:40 | - Australie CD Maxi (673387 2) 1. The One - Glen's Mix 3:43 2. The One - Album Version 3:42 3. Whenever, Wherever - Hammad Belly Dance Mix 3:46 4. Te Aviso, Te Anuncio (Tango) - Gigidagostinotangoremix 6:10 |

### Singles vinyles
| - Ojos Así/The One Pays-Bas Vinyle 33 Tours (EPC 673763 6) 1. Ojos Así - Thunder Mix 10:15 2. Ojos Así - Single Version 3:57 3. The One - Album Version 3:42 4. Ojos Así - Mirage Mix 5:34 |

### Singles promotionnels
| - Europe promo (SAMPCS 12344 1) 1. The One - Glen's Mix 3:43 |